# Yräjärvi
Yräjärvi är en sjö i Finland. Den ligger i kommunen Kittilä i landskapet Lappland, i den norra delen av landet, 900 km norr om huvudstaden Helsingfors. Yräjärvi ligger 186,8 meter över havet. Arean är 15,1 hektar och strandlinjen är 1,5 kilometer lång. Sjön  ingår i Kemi älvs huvudavrinningsområde. 